# 东发学派
东发学派，儒家学派之一，由南宋末年哲学家，儒家学者黄震创立，为浙东学派的先声之一。

## 主要学术观点
- 认为“理”是“四时行，百物生”之自然准则
- 认为“道”即为日用常行之理
- 重事功实用，斥空谈性理人心之学

等等
东发学派学术亮点之一是对程朱理学的褒贬。
朱子之后，理学日盛，成为占统治地位的学术，以黄震为代表的东发学派大胆批判了理学。